# Hity Na Czasie
Hity Na Czasie – cykl koncertów organizowanych od 2005 do 2011 roku w okresie letnim w różnych miastach Polski. Od początku był on współorganizowany przez TVP2 i Radio Eska. W roku 2011 cykl współorganizowała stacja TVP1.
Impreza w 2005 roku była organizowana w klubach tanecznych i miała charakter zamkniętych koncertów telewizyjnych. Od 2006 zyskała charakter plenerowego koncertu telewizyjnego. Od 2005 do 2007 imprezę prowadzili m.in. Marcin Bisiorek oraz byli prezenterzy TVP2 – Dorota Wellman i Marcin Prokop (obecnie TVN).
W 2008 był to Marcin Bisiorek, Paweł Pawelec, Beata Sadowska i Tomasz Kammel. W 2009 byli to Krzysztof „Jankes” Jankowski (prezenter Radia Eska), Beata Sadowska, Paweł Pawelec, Samuel Palmer, którego po pierwszym koncercie zastąpił Jakub Klawiter.
W 2010 roku koncert w Płocku poprowadzili Agnieszka Szulim, Kinga Zdrojewska i Krzysztof Jankowski.
W 2011 roku koncert, który odbył się w Inowrocławiu poprowadzili Anna Matusiak oraz Krzysztof Jankowski. Jego emisja pojawiła się w TVP1. Ostatni koncert na pożegnanie lata odbył się 28 sierpnia w Bydgoszczy.

## Hity Na Czasie 2005–2007

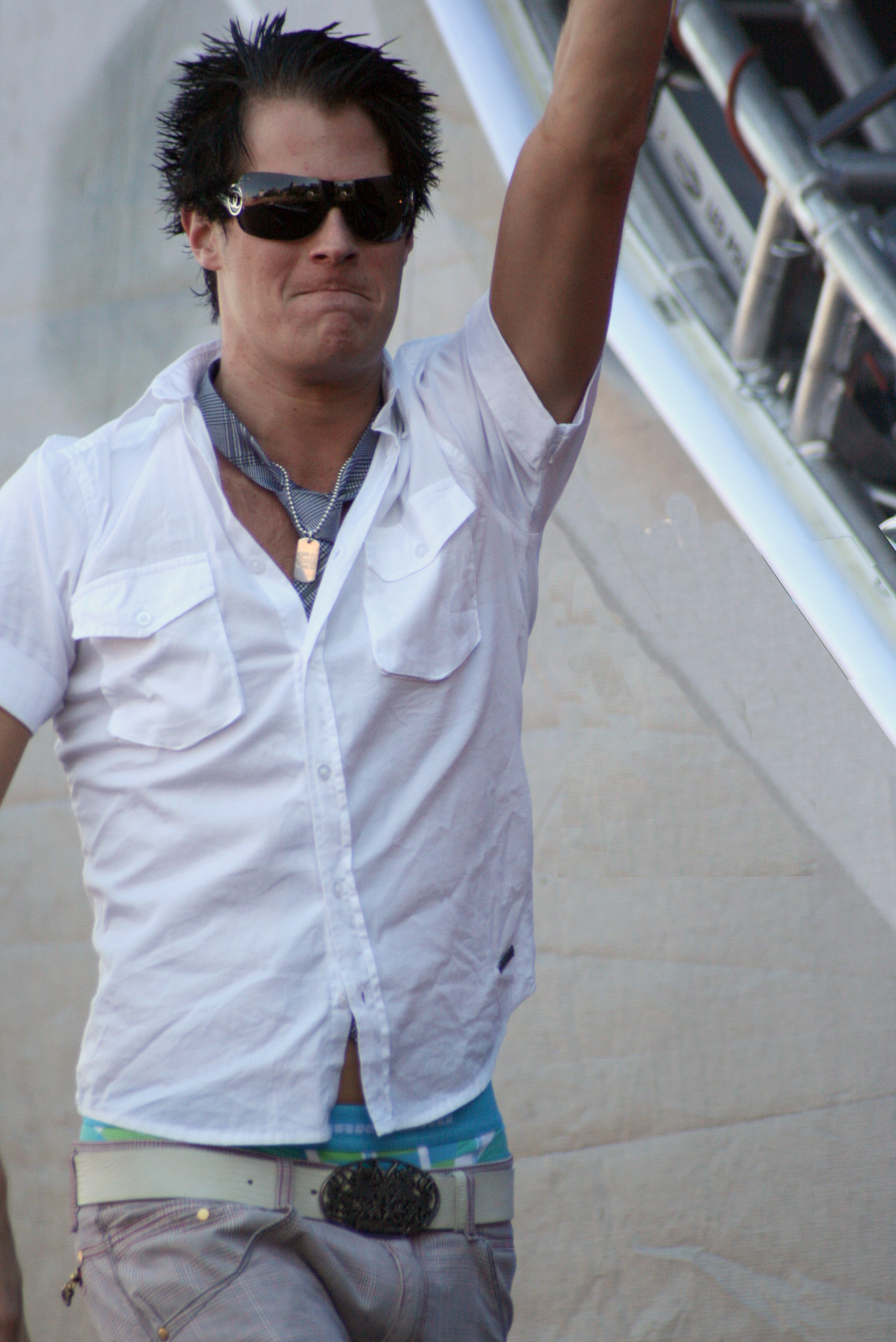
Basshunter podczas Hitów Na Czasie w Szczecinie (2007)

wystąpili m.in.:
- MBrother
- Amy Diamond
- Måns Zelmerlöw
- Melanie C
- Jay Delano
- Kate Ryan
- Milk Inc.
- Kombii
- Ania Dąbrowska
- Reni Jusis
- Doda
- Gosia Andrzejewicz
- Stachursky
- Szymon Wydra & Carpe Diem
- Arash
- Danzel
- September
- Basshunter
- Beats & Styles
- Mandaryna

## Hity Na Czasie 2008
wystąpili m.in.:
- Max Farenthide(inne języki)
- Måns Zelmerlöw
- Shaun Baker & MaLoY
- Doda
- Danny
- East Clubbers
- K.A.S.A.
- Papa D
- Matt Pokora
- Jay Delano
- Mezo
- Kasia Wilk
- Lucky Twice
- Kate Ryan
- Jay Sean
- DJ Remo
- RH+
- Anthony Moon
- Arash
- Feel
- Beats & Styles
- Monrose
- Video
- Łzy
- Basshunter
- Patrycja Markowska
- Basic Element
- Akcent

## Hity Na Czasie 2009
wystąpili m.in.:
- Akcent
- Andrzej Piaseczny
- Basshunter
- Basic Element
- Candy Girl
- Ewa Farna
- Inna
- Katerine
- Kendi
- Komodo
- Marina
- Mrozu
- NEO
- Ola Svensson
- PIN
- Robert M
- Sasha Strunin
- Shaun Baker & MaLoY
- Verona

## Hity na Czasie 2010
wystąpili m.in.:
- Dan Balan
- Robert M
- Agnieszka Chylińska
- Tom Boxer
- Mrozu

## Hity Na Czasie 2011

### Inowrocław
wystąpili:
- Robert M
- Honey
- Mirami
- Andrzej Piaseczny
- Feel
- Sylwia Grzeszczak
- Michał Szpak
- Kalwi & Remi
- Ania Wyszkoni
- Laurent Wery
- Enej
- Asia Ash
- The Nycer
- Corina
- Amna
- Eldar Gasımov & Nigar Camal (Ell & Nikki)

### Bydgoszcz

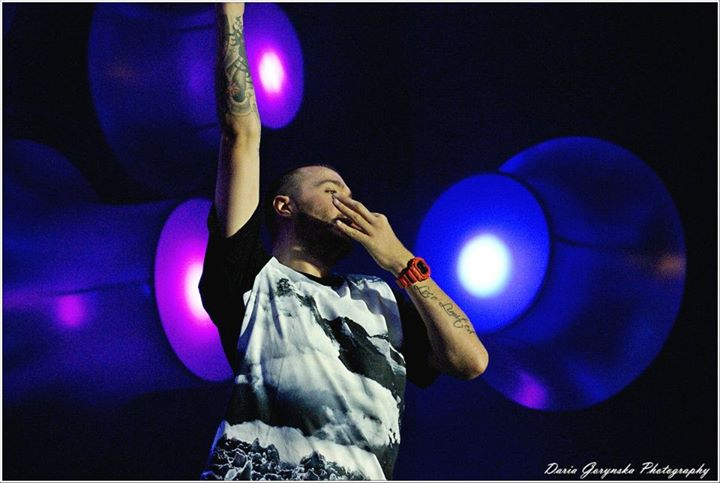
Robert M podczas Hitów Na Czasie w Bydgoszczy (2011)

- Agnieszka Chylińska
- Perfect
- Lauri
- Loona
- Robert M
- Honey
- Sunrise Avenue
- NikitA
- Natalia Lesz
- Wet Fingers
- Madox
- Video
- Lolita Jolie
- Manchester
- Shaun Baker

## Miasta
Hity Na Czasie odbywały się w wielu miastach Polski, są to: Bełchatów, Białystok, Bydgoszcz, Ełk, Gdańsk, Gdynia, Inowrocław, Katowice, Łódź, Piotrków Trybunalski, Płock, Rzeszów, Słupsk, Szczecin, Warszawa, Wrocław, Zabrze, Zielona Góra oraz Inowrocław.